# Victor Guyau
Victor Guyau, né le 29 juillet 1910 à Liège et mort le 22 décembre 1980 dans la même ville, est un acteur belge.

## Biographie
En Belgique, il est surtout connu pour le rôle majeur de Bossemans dans la pièce Bossemans et Coppenolle, reflet d'un Bruxelles ancien au langage et à l'accent savoureux.
Il meurt le 22 décembre 1980 dans sa ville natale et est inhumé à Jupille-sur-Meuse.

## Filmographie partielle
- 1947 : En êtes-vous bien sûr?, de Jacques Houssin
- 1948 : Passeurs d'or d'E.G de Meyst
- 1949 : Occupe-toi d'Amélie de Claude Autant-Lara
- 1954 : Fête de quartier de Paul Flon
- 1955 : L'amour est quelque part... en Belgique de Gaston Schoukens
- 1962 : La Prostitution de Maurice Boutel
- 1971 : Les vieux loups bénissent la mort de Pierre Kalfon